# 曹馨仪
曹馨仪（1941年10月—），女，山西应县人，中华人民共和国政治人物，曾任山西省妇女联合会主席，山西省人大常委会副主任，中共十五大代表。